# Oregon-vortexen
Oregon-vortexen (Oregon Vortex på engelska) är en turistattraktion i Gold Hill i Oregon, USA. Platsen är känd för att den påstås ha paranormala egenskaper.
Under 1890 byggdes en guldgruva på platsen. Bland de paranormala egenskaper som påstås uppvisas här hör till exempel märkliga gravitationella egenskaper, så som objekt som rullar uppåt, det vill säga från jordens mitt, och objekt som balanserar i udda vikt.
Många av dessa påstådda paranormala inträffanden är baserade på välkända optiska illusioner. En av de kända är att människor får olika längdmått beroende på var de står. Men vissa håller fast att platsen faktiskt är paranormal, att den ligger på en så kallad "ley line". De mystiska effekterna sägs vara som starkast när det är fullmåne.